# Coprosma hookeri
Coprosma hookeri là một loài thực vật có hoa trong họ Thiến thảo. Loài này được Stapf mô tả khoa học đầu tiên năm 1894.